# Arrifes
Arrifes – miasto na Azorach (region autonomiczny Portugalii), na wyspie São Miguel. Według danych szacunkowych na rok 2008 liczy 7041 mieszkańców..